# I Do Not Hook Up
I Do Not Hook Up (Nebudu tě líbat) je druhým singlem americké zpěvačky Kelly Clarkson z její čtvrtého alba All I Ever Wanted z roku 2009.

## Vydání
Píseň byla původně napsaná pro Katy Perry (stejně jako píseň Long Shot, kterou nakonec rovněž nazpívala Clarkson) a pod názvem "Hook Up" nahrána pro její nevydané album. Nakonec ji ale převzala Kelly a prvně ji vydala 14. dubna 2009.

## Videoklip
Klip má přibližně půlminutové intro, kdy je Kelly na svatbě a příšerně se nudí. Ovšem pouze do chvíle než spatří mladého číšníka. V té chvíli začne zpívat. Když k ní muž přijde, povalí ho na stůl a začnou se téměř líbat, čímž způsobí všeobecné pohoršení. Poté se Clarkson objeví na ve večerním klubu s dvěma kamarádkami a zakouká se do jiného muže u kulečníku. Aby získala jeho pozornost, začne tančit na baru, ale podklouzne jí noha a spadne. Rychle vstane a tančí dál. Klip končí, když je v náruči svého vysněného muže.